# Улаганский тракт
Улага́нский тра́кт — автомобильная дорога Акташ − Улаган − Балыктуюль. Полностью находится на территории Улаганского муниципального района Республики Алтай России. Большая часть дороги проходит по Улаганскому плато.

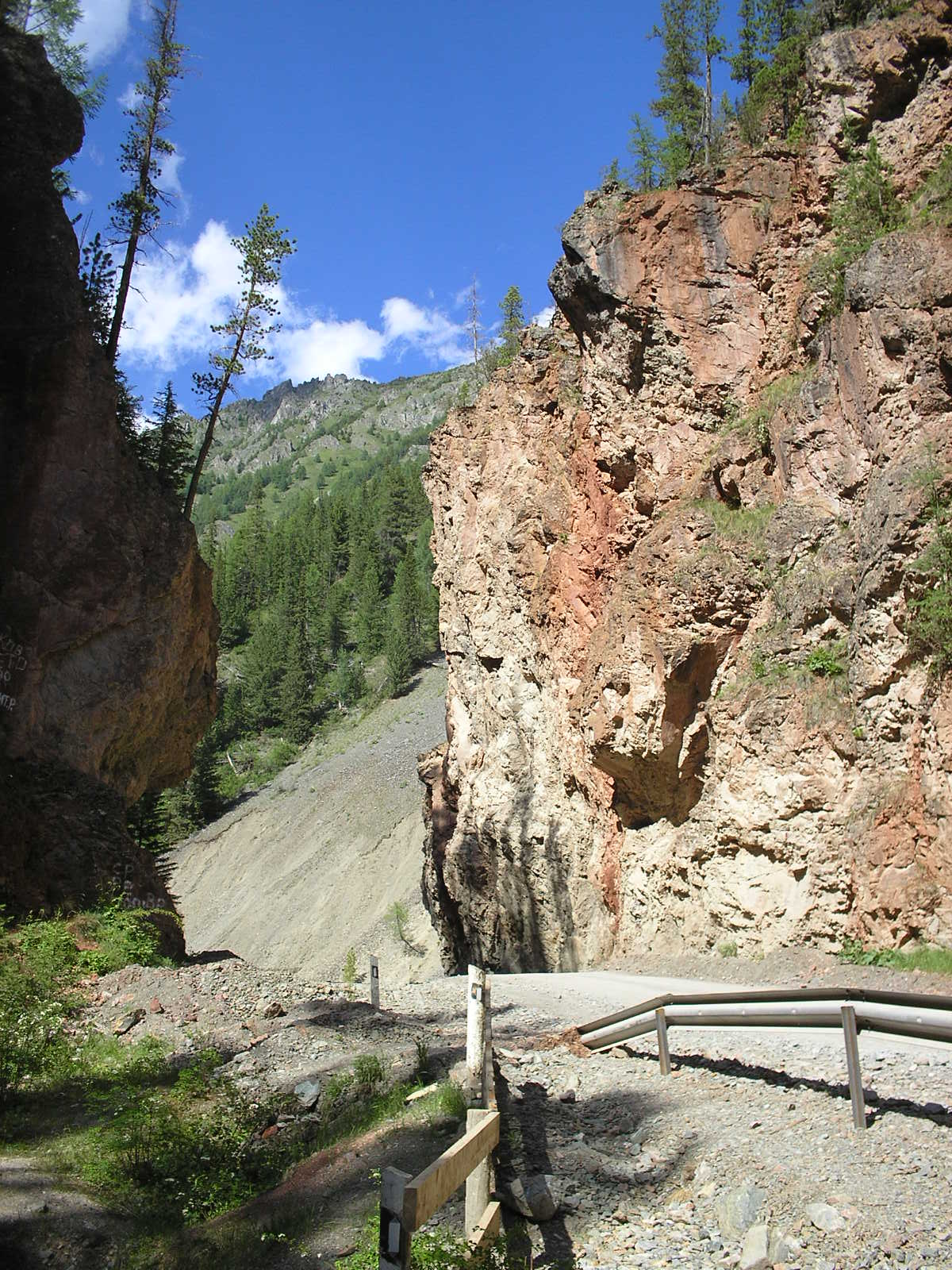
Красные Ворота на Улаганском тракте

Тракт начинается в селе Акташ, от Чуйского тракта идёт на север в ущелье реки Чибитки. Это узкое пространство между Айгулакским и Курайским хребтами. Через километр после выезда из села, есть ответвление влево, вдоль левого притока к ртутной шахте. После подъёма, на 8 км дорога проходит через Красные Ворота. Здесь она проходит в тесном проходе между двумя скалами красноватого оттенка.
На 12 км тракт подходит к озеру Чейбек-Коль и идёт по восточному берегу. На 16 км дорога отходит от Чибитки, дальше следует вдоль её правого притока. Справа от дороги встречается несколько озёр. На 20 км, слева от дороги хорошо видно озеро Узун-Коль, на северном берегу которого расположена одноимённая турбаза. От озера начинается подъём, на 26 км тракт проходит по Улаганскому перевалу, высота которого 2080 м.
После перевала дорога спускается в долину реки Сарыачик. Приблизительно через 15 км Сарыачик впадает в реку Кубадру, вдоль которой далее следует тракт. На 51 км расположен мост через реку Башкаус, после которого тракт входит в село Улаган. Сразу после моста есть поворот в с. Чибиля (1 км). Из самого Улагана уходит дорога на с. Саратан. После Улагана тракт уходит по правому берегу р. Большой Улаган в конечную точку Балыктуюль. Из села есть грунтовая через перевал Кату-Ярык в с. Балыкча (108 км).

## Топографические карты
- Лист карты M-45-XVI Акташ. Масштаб: 1 : 200 000. Указать дату выпуска/состояния местности.
- Лист карты M-45-XI Балыктуюль. Масштаб: 1 : 200 000. Указать дату выпуска/состояния местности.